# US Open de 1974
O US Open de 1974 foi um torneio de tênis disputado nas quadras de grama do West Side Tennis Club, no distrito de Forest Hills, em Nova York, nos Estados Unidos, entre 26 de agosto a 8 de setembro. Corresponde à 7ª edição da era aberta e à 94ª de todos os tempos.

## Finais

### Profissional
| Categoria | Evento    | Campeã(s)(o/ões)              | Vice-campeã(s)(o/ões)         | Resultado     | Chave(s)  | Chave(s)       |
| --------- | --------- | ----------------------------- | ----------------------------- | ------------- | --------- | -------------- |
| Simples   | Masculino | Jimmy Connors                 | Ken Rosewall                  | 6–1, 6–0, 6–1 | principal | qualificatório |
| Simples   | Feminino  | Billie Jean King              | Evonne Goolagong Cawley       | 3–6, 6–3, 7–5 | principal | qualificatório |
| Duplas    | Masculino | Robert Lutz Stan Smith        | Patricio Cornejo Jaime Fillol | 6–3, 6–3      | principal | principal      |
| Duplas    | Feminino  | Rosie Casals Billie Jean King | Françoise Dürr Betty Stöve    | 7–6, 6–7, 6–4 | principal | principal      |
| Duplas    | Misto     | Pam Teeguarden Geoff Masters  | Chris Evert Jimmy Connors     | 6–1, 7–6      | principal | principal      |

### Juvenil
| Categoria | Evento    | Campeã(s)(o/ões) | Vice-campeã(s)(o/ões) | Resultado | Chave(s)  | Chave(s)       |
| --------- | --------- | ---------------- | --------------------- | --------- | --------- | -------------- |
| Simples   | Masculino | Billy Martin     | Ferdi Taygan          | 6–4, 6–2  | principal | qualificatório |
| Simples   | Feminino  | Ilana Kloss      | Mima Jaušovec         | 6–4, 6–3  | principal | qualificatório |